# Droga wojewódzka nr 890
Droga wojewódzka nr 890 (DW890) – droga wojewódzka w województwie podkarpackim, prowadząca z Kuźminy do Krościenka, licząca 25,6 km.
Droga biegnie przez miejscowości Roztoka, Trzcianiec, Wojtkowa, Wojtkówka, Jureczkowa, Liskowate.